# Halaelurus buergeri
Halaelurus buergeri är en hajart som först beskrevs av Müller och Henle 1838.  Halaelurus buergeri ingår i släktet Halaelurus och familjen rödhajar. IUCN kategoriserar arten globalt som otillräckligt studerad. Inga underarter finns listade i Catalogue of Life.